# Llengua cacan
Cacan (també escrit kakan) o segons algunes versions kaká, cacá i fins i tot chaká, era l'idioma parlat fins mitjan segle xviii per l'ètnia diaguita (pazioca) al nord-oest argentí i, segons alguns autors, també a les zones d'Atacama i Coquimbo a Xile, tot i que aquesta darrera hipòtesi ha estat qüestionada.

## Distribució geogràfica
A l'arribada dels invasors espanyols el 1535-1536 la major part de la població autòctona de les actuals províncies argentines de Salta (centre-sud), Tucumán (extrem oest), Catamarca, La Rioja, nord de San Juan, i  també de les actuals àrees xilenes d'Atacama (la meitat meridional) i Coquimbo parlava un idioma propi anomenat cacan.El sacerdot catòlic Pedro Alonso de Barzana, en una carta al seu col·lega el frare Juan Sebastián, datada el 8 de setembre del 1594, diu:
| « | El cacan l'usen tots els diaguites i tota la vall de Calchaquí i la de Catamarca, i gran part de la conquista [província] de la Nueva Rioja i els pobles gairebé tots que serveixen [encomanats] a [la ciutat de] San Tiago [Santiago del Estero], així com els pobles del riu de l'Estero [el riu Dulce] com molts altres que són a la serra [les muntanyes del centre nord de Xile]. | » |

Es considera que aquest idioma es trobava dividit si més no en tres grups dialectals: el calchaquí a les valls Calchaquís, Santa María i Yocavil; el diaguita occidental al Norte Chico i, a l'est dels Andes a les valls de Betlem, Hualfín i Abaucán; finalment, el capayan a La Rioja, nord de San Juan estenent-se potser amb el nom d'origen espanyol indama fins a l'oest de Santiago del Estero i extrem nord-oest de Córdoba. Per la seua part, alguns arqueòlegs com ara Eric Boman han suposat que el cacan es parlava (ca. el segle xv) per tot l'oest de la província de San Juan fins a la serralada del Tigre, és a dir, fins a quasi a l'Aconcagua situat al nord de Mendoza.

### Debat sobre el seu abast a Xile
Segons autors com ara Ricardo Latcham Cartwright, el cacan també es parlava al Norte Chico de Xile, que abraça les àrees d'Atacama i de Coquimbo. Per a l'historiador xilé Jorge Hidalgo, però, no hi ha cap evidència que els habitants d'aquestes zones parlassen cacan, i es basa en els treballs de Francisco Cornely Bachman i Jorge Iribarren Charlin, especialistes en cultura diaguita; l'arqueòleg Julio Montané fa unes estimacions de població segons diferents cronistes, que consigna en 7.500 persones per al 1540, tots els quals haurien estat influïts profundament per l'inca i l'ús del quítxua com a llengua.
En aquesta mateixa línia, segons l'arqueòleg xilé Gonzalo Ampuero Brito, per a entendre's amb els habitants d'aquestes zones, els invasors espanyols utilitzaren traductors o llengües que parlaven quítxua, que era entés per aquests autòctons, a causa de la quitxualització dels diaguita.

## Classificació
És un llengua de l'àrea andina, veïna del mapudungun, el kunza i el quítxua. Algunes coincidències amb aquests idiomes, generalment de tipus lèxic, es poden deure a préstecs o a equivocacions dels investigadors en recopilar-ne el material, perquè se'n desconeixen detalls importants com per a precisar-ne la ubicació lingüística.

## Descripció lingüística
Aquest idioma fou àgraf (sense escriptura completa); les primeres transcripcions a l'espanyol i al llatí (amb les limitacions fonètiques corresponents) es feren pels missioners catòlics després de la conquista espanyola del segle xvi. Alonso de Barzana i Pedro Añasco van escriure cap al 1540 preceptes gramaticals i vocabularis. Barzana també redactà texts cristians, catecismes, confessionaris, homilies, pregàries i sermons en cacan, però no es publicaren pas. Un dels missioners –Lozano– expressà que els seus col·legues, els frares Hernando de Torre Blanca i Diego de Sotelo:
| « | eren peritíssims en l'idioma cacan (...) | » |

I hi afig:
| « | és [el cacan] una llengua dolça i harmoniosa, tenia dificultats enormes de pronúncia, fins al punt que només el percep [entén] qui l'ha mamat de llet, perquè és en extrem enrevessada [gramaticalment] i forma les veus només al paladar | » |

Les zones dialectals del cacan molt possiblement van abundar per dos motius: en l'extens territori que habitava aquesta ètnia mai no arribà a donar-se un estat centralitzat pazioca (o diaguita) o, en defecte d'açò, un gran centre cultural, que afavorís la unificació normativa d'aquesta llengua. D'altra banda el territori pazioca estava molt subdividit per altíssimes muntanyes i vastos deserts, i aquesta subdivisió ha d'haver afavorit una forta diversificació dialectal. Aquesta dificultat explica que els missioners espanyols i els conqueridors preferissen com a llengua vehicular la ja llengua general quítxua en lloc de l'idioma kakan.
Des del 1634 els invasors imposaren l'ús obligatori de l'espanyol. Una ordenança reial del 1770 va establir que només s'usàs l'espanyol, i això motivà pràcticament la desaparició absoluta d'aquest idioma, que sembla haver deixat els seus trets fonològics en els "accents" regionals, mentre que gran part de la toponímia autòctona ameríndia manté les paraules cacan, tot i que desconeixent-se'n gairebé sempre el significat. La majoria de les paraules que d'aquest idioma es mantenen es troben en cognoms, tot i que el significat se n'ha perdut o és molt dubtós. La principal font actual de termes del cacan és la toponímia.

### Fonologia
Tal com ho ha indicat Lozano, per a qui no el tenien com a llengua materna, el cacan era una llengua en extrem difícil; Barzana expressa que és 
| « | llengua tan gutural que sembla que no es va instituir per a eixir dels llavis | » |

La paraula gutural no sembla ser la correcta en aquest cas, sinó que indica una gran freqüència de fonemes d'articulació palatal tal com ho indica la sèrie: tx, x, ny, ll, i també resulta prou freqüent la g oclusiva velar, mentre que la b amb què els cronistes colonials espanyols transcrigueren moltes paraules sembla correspondre generalment a la consonant continuada sense fricció w; d'altra banda, crida l'atenció la poca freqüència de la d.
Així és cal dir que les paraules de la llista van ser inicialment transcrites a l'espanyol, de manera que en lloc de la k usada en aquest article les transcripcions prèvies a l'espanyol utilitzen la c abans de a, o o el dígraf qu abans de i, e; d'una manera semblant les paraules ací transcrites amb h sonora en espanyol arcaic ho foren amb x i després amb j o – abans de e, i – amb g. La w amb valor vocàlic ací utilitzada ha estat sovint transcrita a l'espanyol amb el dígraf gü abans de i, e, o directament gu (sense dièresi) abans de les altres vocals.

### Gramàtica
Com el kunza, el cacan quasi amb certesa era una llengua polisintètica, de manera que a partir d'alguns morfemes, segons el context, es formaven lexemes. Així, l'enrevessament segurament hauria estat (des de la perspectiva dels parlants d'altres llengües) no sols en el pla gramatical sinó en el semàntic, per exemple el mot vichi (costa) sembla haver estat utilitzat (segons el context) també amb els significats antonòmics de 'descens' i d''ascens'. Una cosa semblant s'observa en anko o ango: el seu significat principal sembla haver estat 'aiguada', i això es corrobora si es nota que es compon de les paraules an (alt) i ko (aigua), és a dir, 'aigua d'altura' o 'aigua en l'altura', però també hauria estat pràcticament un sinònim de kata ('vessant, falda') i per trasllat o metonímia hauria significat 'un poblat de muntanya' (quant que un poblat en un lloc sec com el de les muntanyes poblades pels pazioca requeria una aiguada), però també la mateixa paraula anko (sempre segons el context) sembla haver significat un 'erm', potser perquè els poblats situats en les aiguades de muntanya ho estaven també en regions àrides; en tot cas, el més probable és que un mot variàs substancialment de significat segons la zona dialectal.

### Lèxic
Entre els pocs mots amb significat encara conegut s'observen aquests:
- Ao, hao, ahao: poble.
- Gasta: poble (d'on Calingasta i Antofagasta).
- Kakanchik (transcrit a l'espanyol com a cacanchic): nom d'una deïtat, segurament de la fertilitat.
- Titakin (transcrit a l'espanyol titaquín): senyor, rei.
- Zupka: altar, lloc de sacrifici.